# Orchestre de l'Opéra de Rouen
L'Orchestre de l'Opéra de Rouen Normandie est un orchestre symphonique français situé à Rouen en Normandie.

## Historique
L'Orchestre de l'Opéra de Rouen a été créé en 1998. Il est composé d'une quarantaine de musiciens permanents auxquels se rajoutent les instrumentistes supplémentaires nécessaires aux différentes productions. Dirigé alternativement par le directeur musical et des chefs invités, l'orchestre se produit aussi bien dans la région normande qu'à l'étranger (New York) ou à Paris (Salle Pleyel). Les musiciens de l'orchestre donnent également des concerts de musique de chambre.
En septembre 2024, il fusionne avec l'Orchestre régional de Normandie. L'entité prend le nom d'Orchestre de l'Opéra Normandie Rouen.
En 2025, Pierre Dumoussaud est nommé directeur musical de la formation à compter de la rentrée 2026, pour succéder à Ben Glassberg.

## Répertoire
Le répertoire de l'orchestre est constitué des œuvres de la période baroque à l'époque contemporaine. Il a notamment donné Der Fliegende Holländer de Richard Wagner ou Curlew River de Benjamin Britten.

## Style
Selon les œuvres au programme, les musiciens adoptent soit les cordes en boyau et les archets classiques, soit les instruments modernes. Il s'agit du premier orchestre français à proposer cette alternative.

## Directeurs musicaux
- 1998-2010 : Oswald Sallaberger[1]
- 2011-2014 : Luciano Acocella[1]
- 2014-2017 : Leo Hussain (en)
- 2020[5]-2026[4] : Ben Glassberg
- à partir de 2026[4] : Pierre Dumoussaud